# Negres estatunidencs
Els afroamericans estatunidencs, afrodescendents estatunidencs o negres estatunidencs són els estatunidencs negres o amb algun avantpassat negre africà, especialment si és físicament evident. N'hi ha casos excepcionals, com el líder de la NAACP, Walter Francis White, que tenia 5 rerebesavis negres i 27 de blancs, i era blanc, ros i d'ulls clars, però s'autoconsiderava afroamericà.
Els afroamericans estatunidencs es caracteritzen pel fet que la majoria dels seus avantpassats van ser portats pels europeus entre el segle xvi i xvii d'Àfrica subsahariana perquè treballessin com a esclaus en les plantacions, sobretot del sud dels Estats Units.
Cal distingir els afroamericans estatunidencs dels afrodescendents estatunidencs immigrants recents, que en aquest país no són considerats com a afroamericans sinó immigrants africans dels Estats Units, que són considerats africans estatunidencs, per exemple: senegalesos estatunidencs, nigerians estatunidencs, etc.

## Població
Els afroamericans es troben escampats per tot el territori dels EUA, i encara que són majoria en algunes zones de l'anomenat Black Belt ('Cinturó Negre'), només n'hi viu una quarta part de la totalitat. Segons el cens del 2000, hi havia censats 34.658.190 individus (12,3% de la població).

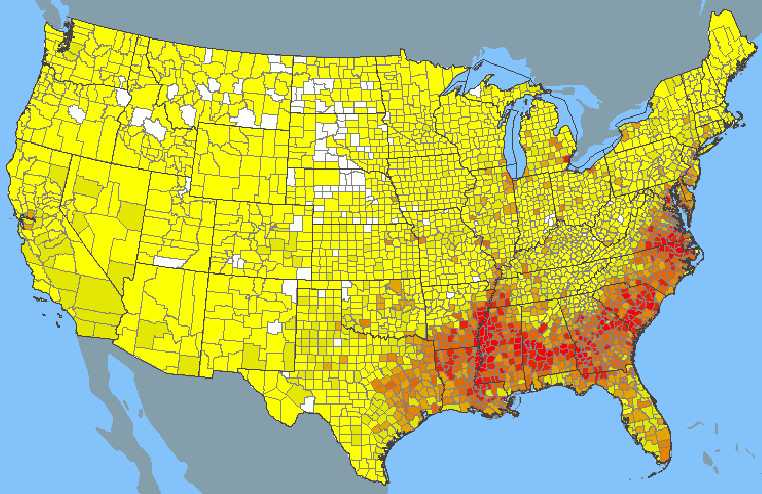
Mapa de distribució de la població afroamericana segons el cens del 2000

En total, l'extensió dels EUA és de 9.529.063 km². D'aquest territori, un grapat d'intel·lectuals en els anys seixanta n'arribaren a proclamar la República de Nova Àfrica amb els estats d'Alabama, Mississipi, Louisiana, Geòrgia i Carolina del Sud, o sia, uns 614.534 km². Tanmateix, els més radicals han exigit tot el sud de l'antiga línia Mason-Dixon (la vella Dixieland dels sudistes), que comprèn els estats ja anomenats i els de Florida, Carolina del Nord, Virgínia, Tennessee, Arkansas i Texas, amb un total d'1.946.404 km². D'altres n'hi afegeixen els dels antics estats esclavistes que no secundaren la secessió, o sia, Maryland, Districte de Colúmbia, Delaware, Kentucky i Missouri, amb un total de 2.264.141 km².
Nogensmenys, en el territori de Nova Àfrica els afroamericans són el 29,95% de la població del territori, però només el 20,70% del total de població afroamericana, cosa que ha fet fracassar qualsevol classe de nacionalisme afroamericà de base territorial.

## Història

### L'esclavitud als Estats Units

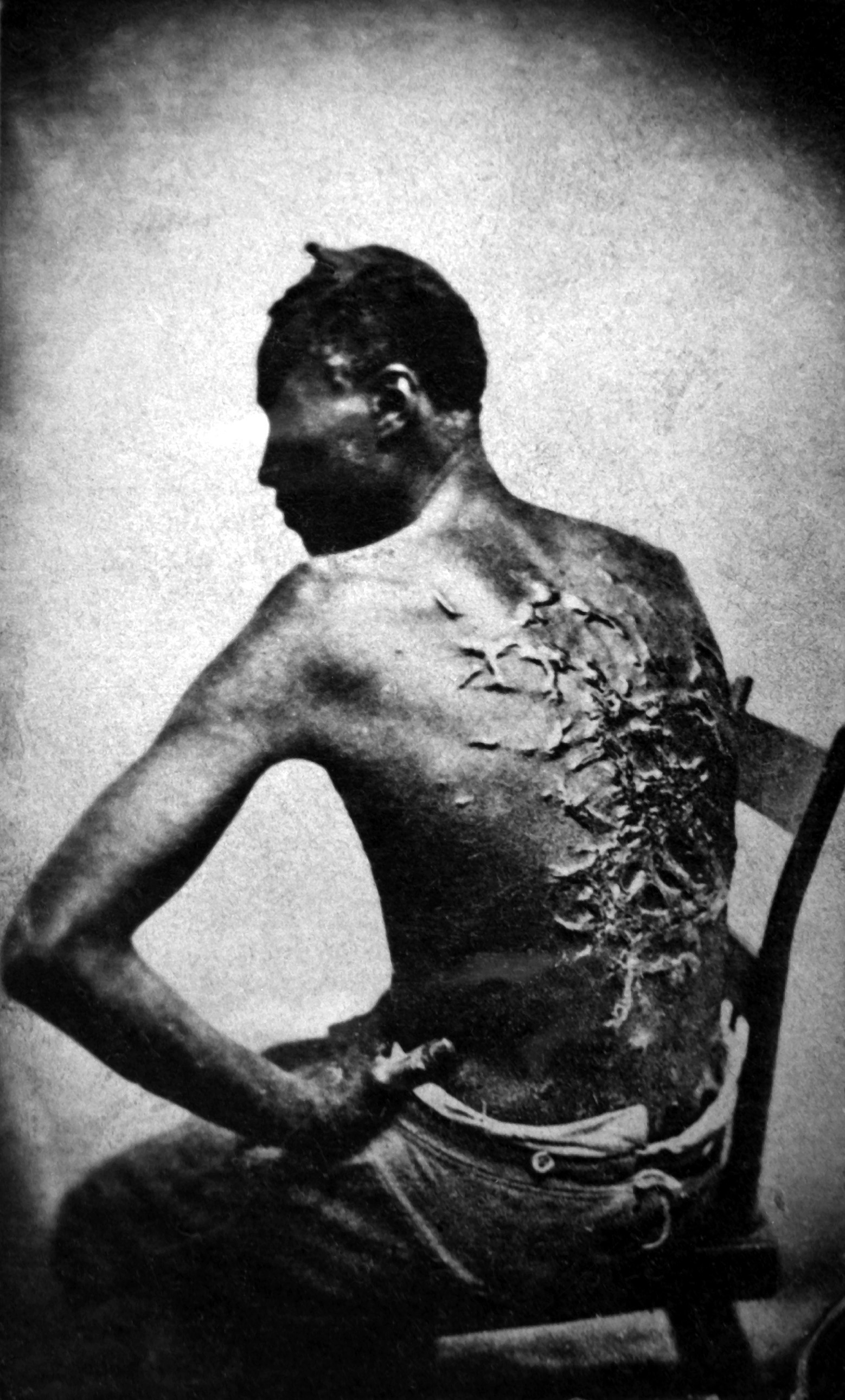
Peter, un esclau de Mississipi, 1863. Les cicatrius són resultat dels assots del seu capatàs. Va estar dos mesos recuperant-se de la pallissa

L'esclavitud als Estats Units es refereix a la institució legal que va existir als Estats Units d'Amèrica durant els segles xviii i xix. L'esclavitud va ser practicada a l'Amèrica britànica des del principi de l'era colonial, i va ser fermament establerta quan es va signar la Declaració d'Independència dels Estats Units d'Amèrica. Després d'això, va existir una expansió gradual de l'abolicionisme al nord, mentre la ràpida expansió de la indústria del cotó des de l'any 1800 va causar al sud aferrar-se fortament a l'esclavitud, i intentar expandir-la als nous territoris occidentals del país. Així, l'esclavitud va polaritzar la nació en estats esclavistes i estats lliures mitjançant la línia Mason-Dixon, que separava a Maryland (esclavista) i Pennsilvània (lliure).
De les 8.289.782 persones lliures que habitaven en els 15 estats esclavistes, 393.967 persones (4,8%) tenien esclaus, la qual cosa fa que l'amo mitjà tingués uns deu esclaus. La majoria dels esclaus era propietat dels amos de les plantacions, que són definits pels historiadors com aquells que tenien vint o més esclaus. El noranta-cinc per cent de les persones d'ètnia negra vivien al sud; representaven un terç de la població d'aquesta regió, per comparació a la zona del nord les persones negres solament representaven el 2% de la seva població. El treball dels esclaus va ser un factor important en l'acumulació de riquesa als Estats Units en la primera meitat del segle xix.
Però amb la victòria de la Unió en la Guerra Civil dels Estats Units, el sistema de treball esclau va ser abolit al sud. Això va contribuir al declivi de l'economia meridional després de la guerra, tot i que va ser encara més afectada pel continu descens del preu del cotó a la fi del segle. Això va complicar la recuperació de la regió després de la guerra, així com un comparativament menor nivell d'infraestructures, que va provocar la manca de productes als mercats. El sud va afrontar la competència de productors forans de cotó com l'Índia i Egipte. La indústria del nord, que s'havia expandit ràpidament abans i durant la guerra, va sorgir després d'ella amb més força que l'economia agrícola del sud. Les indústries dels estats del nord van acabar per dominar molts aspectes de la vida de la nació, entre ells aspectes socials i assumptes polítics. La classe social dels plantadors del sud va perdre temporalment molt de poder. El ràpid desenvolupament econòmic subsegüent a la guerra civil va accelerar el desenvolupament de la moderna economia industrial dels Estats Units.
Dotze milions d'africans van ser enviats a Amèrica entre el segle xvi i el xix. En l'actualitat, s'estima que 11.863.000 esclaus van ser enviats a través de l'Atlàntic. S'accepta en general que qualsevol altra estimació que es faci sobre aquest tema estarà més a prop d'augmentar aquesta xifra que de disminuir-la. D'ells, s'estima que 645.000 van ser enviats al que avui es coneix com els Estats Units. La major quantitat va ser transportada al Brasil, basat en els registres de 27.233 viatges que es van realitzar per aconseguir esclaus per a Amèrica. La població esclava als Estats Units havia crescut fins als quatre milions segons el cens de 1860.

### Esclaus fugitius als Estats Units
El fenomen dels esclaus que fugien i buscaven guanyar la llibertat és tan vella com la mateixa institució de l'esclavitud. En la història de l'esclavitud als Estats Units, els esclaus fugitius (fugitive slaves o runaway slaves) eren els esclaus que volien abandonar el seu propietari i viatjaven sense autorització; generalment intentaven arribar a altres estats o territoris on l'esclavitud estava prohibida, com el Canadà. Moltes lleis esclavistes intentaven controlar el moviment dels esclaus, que havien de portar passaports oficials si viatjaven sense el seu propietari.
En la llei Fugitive Slave Act de 1850 es van augmentar les penes contra els esclaus fugitius i la gent que els ajudava. Això va provocar que els esclaus fugitius intentessin abandonar els Estats Units en direcció a Mèxic o al Canadà. Els defensors de l'esclavitud afirmaven que la majoria dels esclaus preferien continuar amb aquest estatus; tot i això, es considera que un milió i mig de persones van escapar-se per obtenir la llibertat, cosa que representa un de cada cinc dels esclaus estatunidencs. Es creu que aquest nombre no fou superior perquè molts esclaus no sabien cap on anar o què havien de fer per sobreviure.

### Ferrocarril Subterrani
El Ferrocarril Subterrani (Underground Railroad) fou una xarxa de rutes secretes i cases de seguretat que van utilitzar durant el segle xix molts esclaus afroamericans per escapar-se cap als estats lliures i el Canadà amb l'ajuda d'abolicionistes i altres persones que simpatitzaven amb la seva causa. Aquest terme també s'utilitza per a definir els abolicionistes, tant blancs com negres, lliures i esclaus que van ajudar els fugitius. També hi va haver rutes cap a Mèxic i més enllà del mar. Hi havia un Ferrocarril Subterrani que anava cap al sud a través de Florida, que en aquells moments era una possessió de l'Imperi espanyol que va existir des de la fi del segle xvii fins després de la Revolució americana. Tot i això, en l'actualitat es considera que el Ferrocarril Subterrani fou format a principis del segle xix i va assolir el punt culminant entre les dècades de 1850 i de 1860. S'estima que a la dècada de 1850 s'havien escapat uns 100.000 esclaus utilitzant el Ferrocarril Subterrani.
L'esclavisme estava prohibit a l'Amèrica del Nord britànica (l'actual Canadà) i fou un destí molt popular per als esclaus fugitius, ja que la seva llarga frontera tenia molts punts d'accés. La majoria dels antics esclaus es va assentar a Ontario. S'afirma que durant les dues dècades de mitjans del segle xix hi va haver més de 30.000 negres que es van escapar amb aquesta xarxa, tot i que el cens dels Estats Units només en va comptabilitzar 6.000. El llibre de William Still de 1872, The Underground Railroad Records, ha documentat històries de molts fugitius.

#### Context polític
Fins i tot en el moment del punt culminant del Ferrocarril Subterrani, hi va haver menys de 1.000 esclaus per any que van aconseguir escapar dels estats del sud (a la cort es van registrar poc més de 5.000 casos d'esclaus fugitius), nombre molt menor de l'augment natural de la població esclavitzada. Tot i que aquestes fugides tenien un impacte econòmic molt petit, l'existència d'una xarxa informal per a ajudar els esclaus a escapar-se tenia una gran influència psicològica en els propietaris d'esclaus. Els funcionaris dels estats on arribaven els esclaus tenien la responsabilitat d'intentar capturar-los, segons la Llei d'Esclaus Fugitius de 1793. Tot i això, molts ciutadans i governs dels estats lliures van ignorar aquesta llei i això va ajudar que el Ferrocarril Subterrani prosperés.
El lobby polític dels estats del sud dels Estats Units van pressionar perquè el Congrés dels Estats Units signés el compromís de 1850 després del final de la Guerra Mèxicoamericana. Aquesta va fer una llei més restrictiva: la Llei d'Esclaus Fugitius de 1850. Aparentment hi havia el compromís d'abordar tots els problemes regionals. Tot i això, amb aquesta llei s'obligava els funcionaris dels estats lliures a ajudar els caçadors d'esclaus fugits, que van obtenir immunitat per a fer la seva feina en els estats lliures. Com que feia falta molt poca documentació per a reclamar un esclau fugitiu, els caçadors d'esclaus també van segrestar negres lliures, sobretot nens, per vendre'ls com a esclaus. La llei privava els presumptes esclaus del dret a defensar-se en els tribunals i era molt difícil provar el seu estatus de persona lliure. En un suborn de facto, als jutges se'ls pagava un honorari més alt (10 $) per una decisió que confirmava que un sospitós era esclau que no pas si decidia que era lliure (5 $). Molts americans del nord que podrien haver ignorat els problemes dels esclaus del sud es van enfrontar a situacions que els portaren a recolzar l'esclavitud. Aquesta fou una de les queixes principals que formulà la Unió com a causa de la Guerra civil dels Estats Units i la percepció dels ciutadans del sud que els estats del nord ignoraven la llei de l'esclau fugitiu fou la justificació principal que postularen a favor de la secessió.

#### Estructura

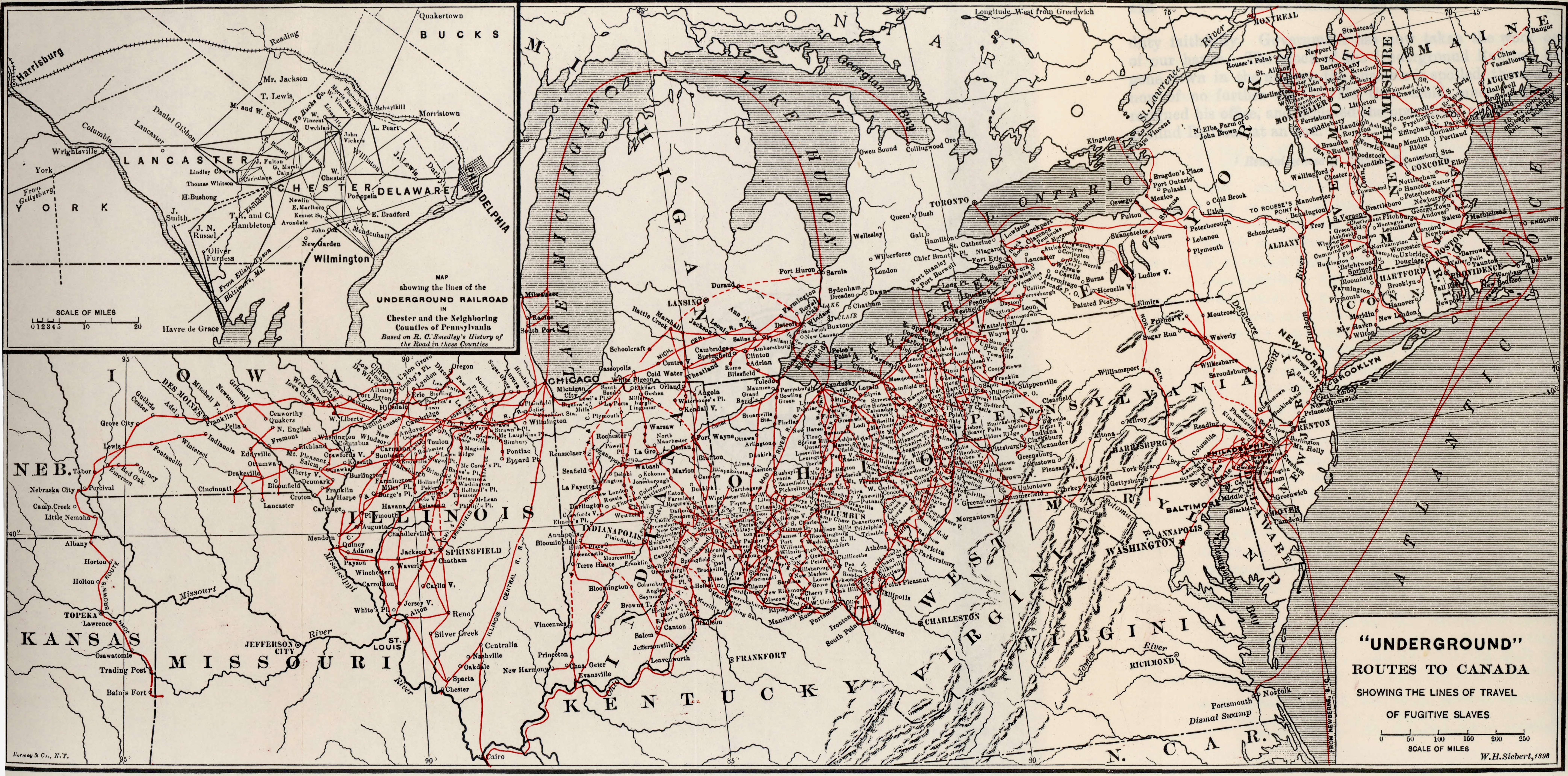
Mapa de les diverses rutes del Ferrocarril Subterrani

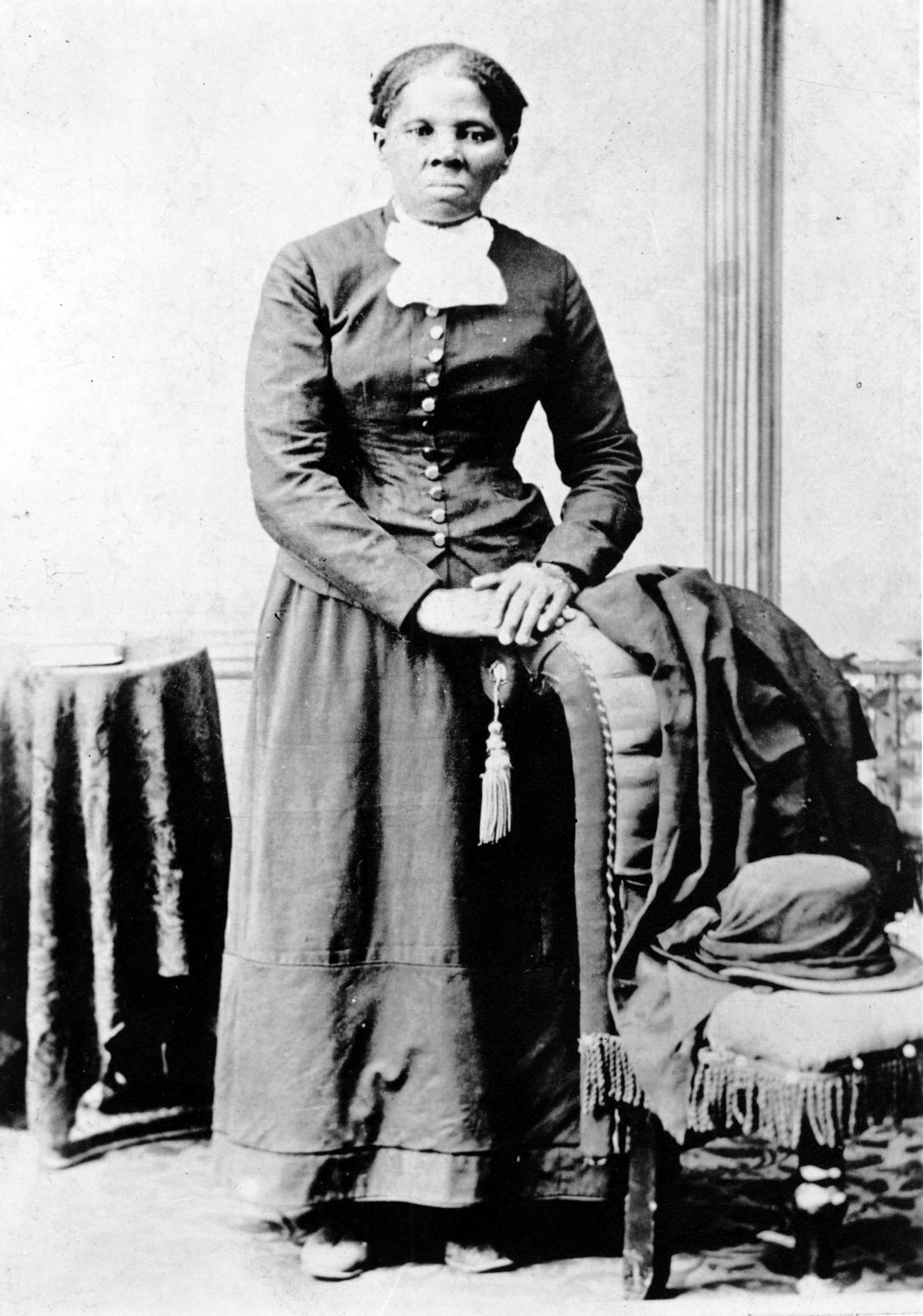
Harriet Tubman (foto de H. B. Lindsley), c. 1870. Tubman va fer uns 13 viatges al sud per ajudar més de 70 esclaus

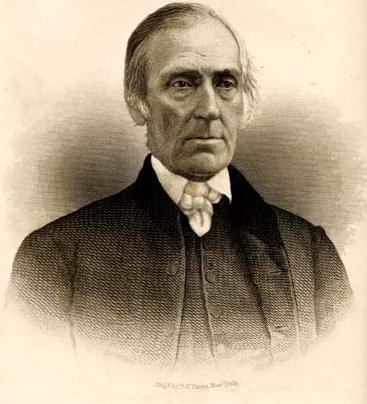
Quàquer, l'abolicionista Levi Coffin i la seva dona Catherine, van ajudar més de 2.000 esclaus a obtenir la llibertat

La xarxa de fugida no estava literalment sota terra ni era un ferrocarril. "Underground" s'utilitza en el sentit figurat que era una resistència clandestina. Era conegut amb el nom de "Ferrocarril" perquè utilitzava un codi que tenia terminologia ferroviària. El Ferrocarril Subterrani va consistir en un conjunt de punts de reunió, rutes secretes, transport, cases de seguretat i assistència personal, que era proporcionada per simpatitzants abolicionistes. Els participants s'organitzaven bàsicament en grups petits i independents i això va ajudar a mantenir el secret perquè els individus coneixien algunes "estacions" de connexió al llarg de la ruta, però sabien pocs detalls de la seva zona immediata. Els esclaus fugitius anaven cap al nord a través de la ruta des d'una estació cap a una altra. Els "conductors" tenien diversos orígens: negres lliures, abolicionistes blancs, antics esclaus (escapats o emancipats) i amerindis. Alguns clergues i congregacions religioses van jugar un rol important en el Ferrocarril, sobretot la Societat Religiosa d'Amics (quàquers), l'Església congregacional, l'Església Wesleyan i l'Església presbiteriana reformada d'Amèrica del Nord, així com algunes sectes protestants i branques de l'Església metodista i l'Església baptista. Sense la presència i l'ajuda de negres lliures els esclaus fugitius no haurien pogut assolir la llibertat.

#### Ruta
Per tal de reduir el risc d'inflitracions, molts dels associats al Ferrocarril Subterrani només coneixien la seva part de l'operació i no l'esquema global. Els "conductors" guiaven o transportaven els fugitius d'estació en estació. Un conductor algunes vegades simulava ser un esclau per entrar en una plantació. Dins la plantació, el conductor portaria l'esclau fugitiu directament cap al nord dels Estats Units. Els esclaus viatjaven de nit, al voltant d'entre 10 i 20 milles per dia, d'una estació a una altra. S'haurien de parar a les "estacions" durant la resta del dia. Les estacions se solien localitzar en graners, sota el terra de les esglésies o en llocs amagats com coves i forats a la terra. Mentre els fugitius estaven en una estació, s'enviava un missatge a la següent estació per avisar el seu propietari que aquest estava en camí.
Els llocs de descans on els fugitius podien dormir i menjar van rebre els noms en clau d'"estacions" i "dipòsits", que estaven en poder dels "caps d'estació". Els "accionistes" eren aquells que donaven diners o subministrament. Es van utilitzar referències bíbliques; els fugitius es referien al Canadà com la "Terra promesa" i el riu Ohio com el "riu Jordà", que marcava el límit entre els estats esclavistes i els estats lliures.

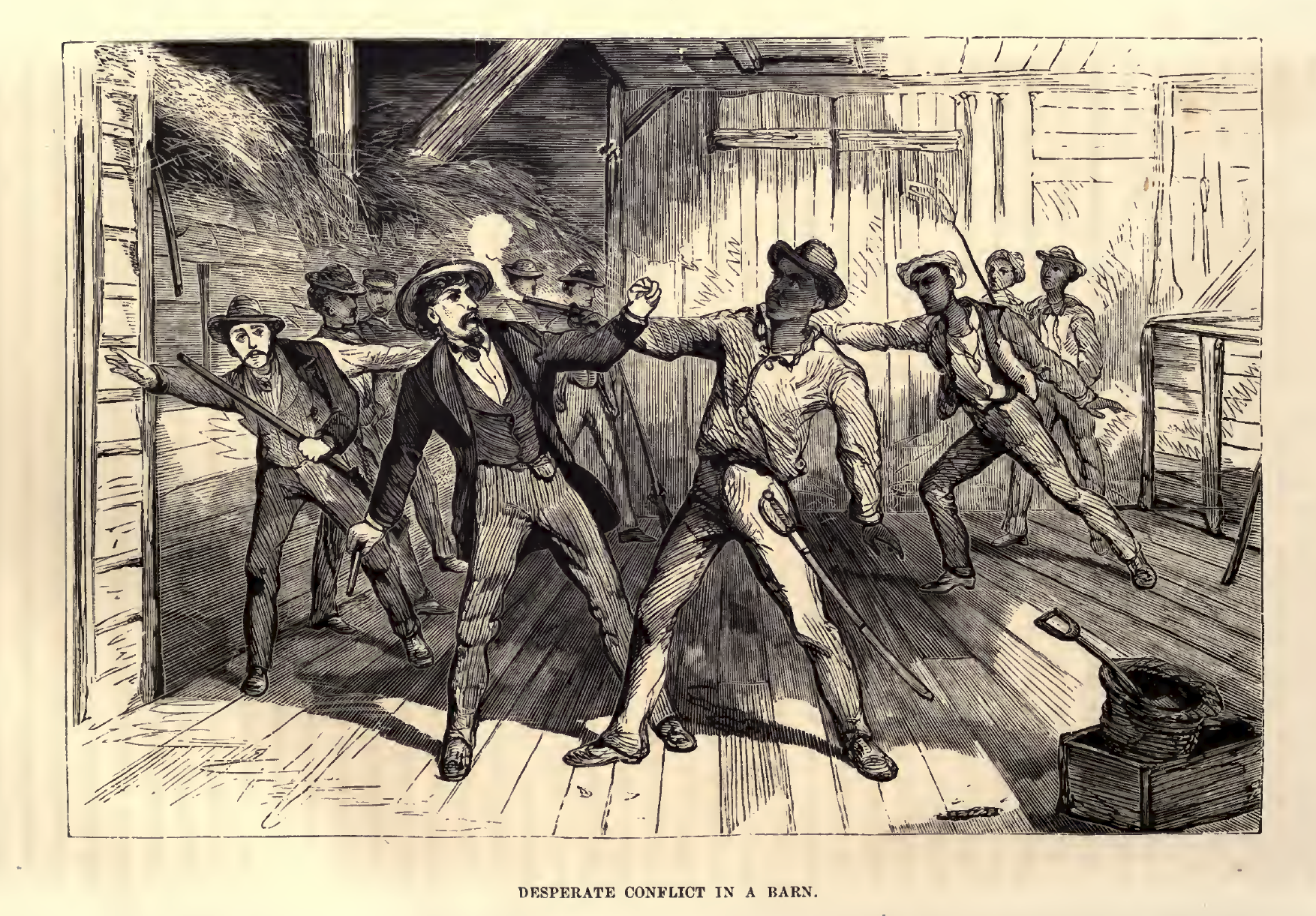
Lluita per la llibertat en un graner de Maryland

### L'abolicionisme

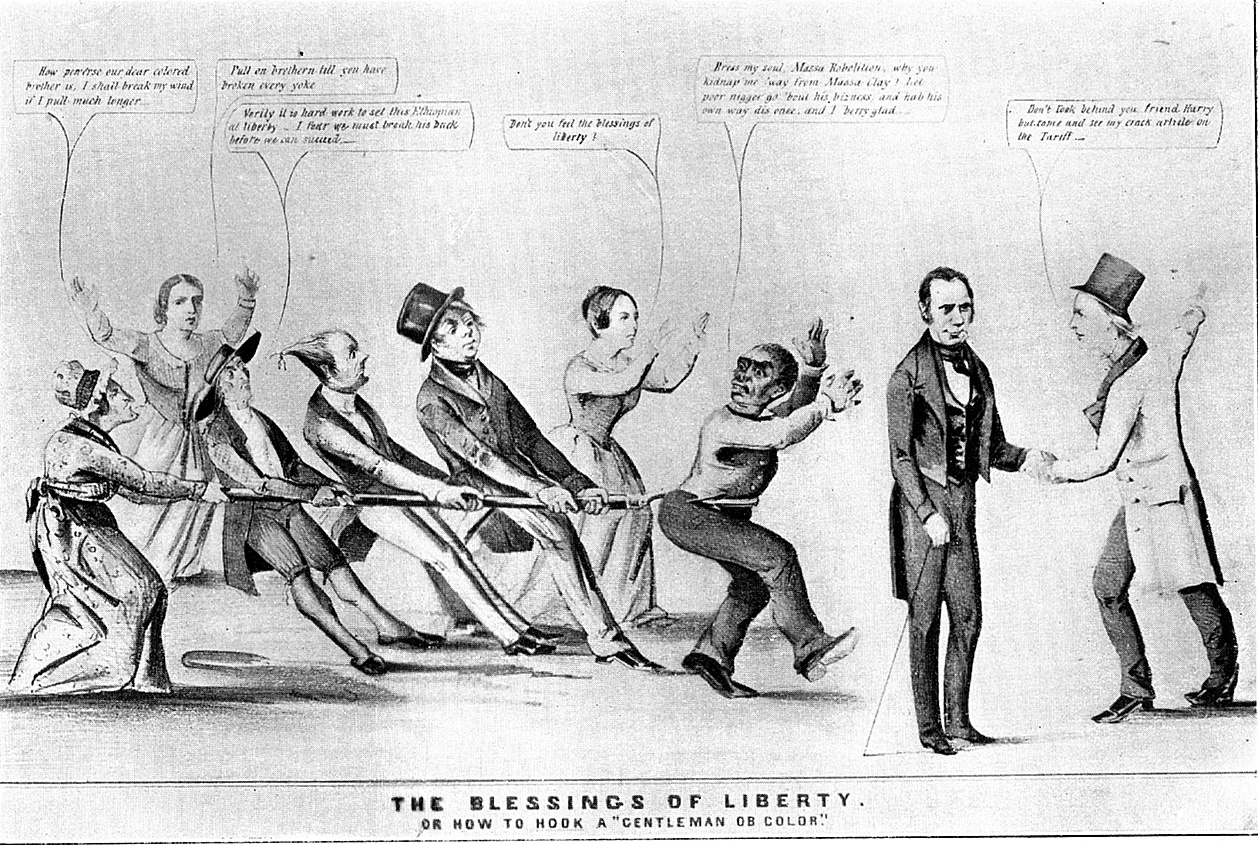
Caricatura contemporània de l'abolicionisme

El moviment abolicionista es va formar el 1830 en els estats del nord dels Estats Units, en els quals se li va donar molta publicitat. El 1831 es va fundar la New-England Antislavery Society (Societat antiesclavitud de Nova Anglaterra).
El moviment tenia les seves arrels en el segle xviii, en què havia nascut amb l'objectiu de prohibir el tràfic d'esclaus. La possessió d'esclaus es va permetre fins al final de la Guerra de Secessió, particularment en els estats del sud. La constitució tractava en certs punts l'esclavitud, encara que en cap no s'usava aquesta paraula.
Tots els estats al nord de Maryland van abolir l'esclavitud entre 1789 i 1830, gradualment i en diferents moments. Tanmateix, el seu estatus va romandre inalterat al sud i els costums i el pensament públic van evolucionar en defensa de l'esclavitud com a resposta al creixent enfortiment de l'actitud antiesclavista del nord. El punt de vista contra l'esclavitud que mantenien molts individus del nord després de 1830 va anar portant lentament i imperceptible cap al moviment abolicionista. La majoria dels estats del nord no acceptaven les posicions extremes dels abolicionistes. Abraham Lincoln, malgrat ser contrari a l'esclavitud, tampoc no acceptava l'abolicionisme.
L'abolicionisme com a principi era alguna cosa més que un mer desig d'ampliar les restriccions a l'esclavitud. La majoria dels del nord acceptaven l'existència de l'esclavitud, no tenien per objectiu canviar això, sinó afavorir una política d'alliberament indemnitzada i gradual. Els abolicionistes, en canvi, volien eliminar l'esclavitud d'una vegada per totes i per sempre, i el moviment es va caracteritzar pel suport de l'aplicació de la violència per precipitar-ne el final, com mostren les activitats de John Brown. El moviment abolicionista es va difondre particularment gràcies a l'efectiva propaganda de William Lloyd Garrison.
En la Guerra de Secessió dels Estats Units l'abolicionisme va jugar un cert paper. Encara que els quàquers (Benjamin Lay, John Woolman) es van donar a conèixer parcialment per la seva participació en aquest moviment, aquest no estava en cap cas limitat als quàquers. Aquest punt va ser un de molts que va portar a la fundació dels metodistes lliures, un grup que es va separar en la dècada de 1860 de l'Església metodista.
Molts abolicionistes americans van exercir un paper actiu en contra de l'esclavitud en l'"Underground Railroad", que tractava d'ajudar els esclaus fugitius malgrat les grans penes que això podia portar segons la llei federal que va entrar en vigor el 1850.
Mitjançant la Proclamació d'Emancipació (promulgada pel president Abraham Lincoln, en què es va declarar la llibertat de tots els esclaus l'any 1863 i va entrar en efecte per primera vegada al final de la Guerra civil del 1865) els abolicionistes americans van obtenir l'alliberació dels esclaus en els estats on continuava havent-hi esclavitud i la millora de les condicions dels americans negres en general. El moviment abolicionista va adobar el camp per al moviment per als drets civils nord-americà.

### El Ku Klux Klan

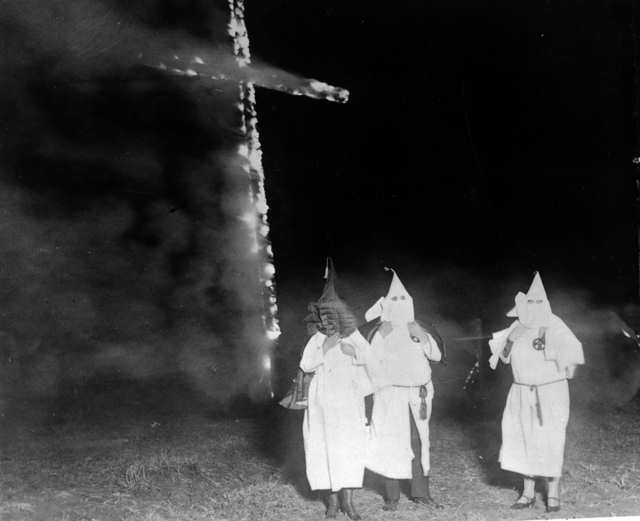
Membres del Ku Klux Klan cremant una creu

El Ku Klux Klan (KKK) és una societat secreta estatunidenca amb un fort caràcter racista i xenòfob. Ku Klux Klan és el nom que han adoptat diverses organitzacions dels Estats Units, que han predicat la supremacia de l'ètnia blanca, l'antisemitisme, el racisme, l'anticatolicisme, l'anticomunisme, l'homofòbia i el nativisme polític. Amb freqüència, aquestes organitzacions han recorregut al terrorisme, la violència i actes intimidadors com la cremada de creus, per tal d'oprimir les seves víctimes.
La primera encarnació del Klan fou fundada a la fi de l'any 1865 per veterans de l'Exèrcit confederat que, després de la Guerra de Secessió, van voler resistir-se a la reconstrucció del seu model de societat segregada. L'organització va adoptar ràpidament mètodes violents per aconseguir els seus objectius. Tot i això, hi va haver una reacció que en poc de temps va arrossegar l'organització al fracàs, ja que els personatges d’elit surenys veien el Klan como una excusa per tal que les tropes federals es mantinguessin actives als estats del sud. El KKK fou completament dissolt el 1870 pel president republicà Ulysses S. Grant, amb l'Acta de drets civils de 1871 (coneguda com "l'Acta Ku-Klux-Klan").
El 1915 es va fundar una nova associació que emprava el mateix nom, inspirada pel poder que tenien els mitjans de comunicació de masses. La pel·lícula El naixement d'una nació, i l'antisemitisme transmès en les cròniques periodístiques del judici del presumpte assassí Leo Frank van contribuir a la ja esmentada inspiració. El segon KKK fou una organització més formal, que tenia membres registrats i una estructura estatal. El nombre de membres arribà a xifres entre quatre i cinc milions. La popularitat del Klan va començar a caure en el període de la Gran depressió que seguí al crac del 29, i durant la Segona Guerra Mundial, ja que alguns dels membres més destacats del Klan van protagonitzar escàndols per donar suport a l'Alemanya nazi.
D'aleshores ençà, diverses agrupacions diferents entre elles han utilitzat aquest nom, incloent-hi les que s'oposaven a l'Acta de Drets Civils i a la segregació de les dècades de 1950 i 1960. Alguns membres d'aquelles organitzacions van arribar a ser condemnats per diversos crims. I encara que avui dia dotzenes d'organitzacions utilitzin tot o part del nom per designar-se, els membres reals són al voltant d'uns quants milers. Aquests grups, amb operacions separades en petites unitats aïllades, són considerats grups d'odi extrem. El KKK modern ha estat repudiat pels mitjans de comunicació de masses i pels líders polítics i religiosos dels Estats Units.
El Ku Klux Klan va ser fundat a Pulaski (Tennessee) després del final de la Guerra civil dels Estats Units, el 24 de desembre de 1865 pel general Nathan Bedford Forrest, i altres veterans confederats, que pretenien protegir els sudistes de les espoliacions i vexacions a què consideraven que estaven sotmesos. El nom de Ku Klux Klan ve de la fusió del grec "Kuklos" ('cercle'). El capità Kennedy afegí Klan ('clan') com a recordatori dels grups familiars ancestrals, ja que tots tenien ascendència escocesa. Els fundadors va decidir escriure clan amb "K" per donar-li més notorietat a l'organització. Com que els va agradar la sonoritat de la paraula, van optar per dividir el mot "Kuklos" en dues parts, canviant la "o" de Kuklos per una "u" i la "s" per una "x" per tal que quedés més impactant.
Als seus inicis, es tractava d'una organització sarcàstica que es dedicava a fer xerrades i rituals on ridiculitzaven i humiliaven
les seves víctimes. El Ku Klux Klan fou concebut com un club social on els joves podien trobar diversió i una nova forma de passar l'estona. Els membres feien excursions nocturnes pel poble de Pulaski, disfressats amb llençols i màscares, fingint ser fantasmes que espantaven (o divertien) la població. En afrontar el període de la reconstrucció dels Estats Units després de la Guerra civil, el KKK va endurir les seves activitats i es va dedicar a oprimir els carpetbaggers, Scalawag, i els nous esclaus lliures. El passat conservador i el suport a l'esclavització del Partit Demòcrata dels Estats Units va fer que molts dels seus membres busquessin la manera de pertànyer al KKK. També, de manera informal, el KKK repudiava el Partit Republicà dels Estats Units.
El Klan es va estendre ràpidament per altres estats del sud, desencadenant un "regnat del terror" envers els líders republicans de totes les procedències ètniques. Tal joc va desembocar en assassinats, incloent-hi el del congressista d'Arkansas James M. Hinds, el de tres membres de la legislatura de Carolina del Sud i els que havien treballat en convencions constitucionals.
De 1866 a 1867, el Klan va irrompre en les sessions religioses de la comunitat negra, i va assaltar les llars d'aquesta comunitat per robar armes de foc, amb el pretext de desarmar els negres veterans de la Guerra civil. Algunes d'aquelles activitats imitaven les accions d'altre grups de Tennessee com els Jaquetes Grogues o els Gorres Vermelles.
El 1867, en una reunió a Nashville, es va tractar d'organitzar els grups dispersats afins del Klan, dins una agrupació de capítols locals que informessin els líders del comtat, els quals informarien els districtes, i alhora aquests ho farien als seus estats, els quals informarien el quarter general que agruparia tota la nació. Tal proposta fou redactada pel veterà general brigadier George Gordon. Aquesta proposta va ser escrita en un llenguatge encès que discorria sobre les metes del KKK i que incloïa una llista de preguntes que els aspirants a pertànyer al Klan havien de respondre correctament. Les preguntes se centraven en la resistència vers la reconstrucció i el Partit Republicà. El candidat havia de respondre si era republicà, veterà de l'Exèrcit de la Unió o membre de la Lliga de la Unió, a més d'especificar si s'oposava a la igualtat dels negres tant socialment com política i si estava a favor d'un govern de "gent blanca" que "mantingués els drets constitucionals del sud", l’"emancipació dels homes blancs del sud, la restitució de tots els drets del sud" i "el dret inalienable de la pròpia supervivència davant l'exèrcit arbitrari del poder".
Però malgrat tot el treball de preparació, la proposta de Gordon no fou acceptada. Les unitats del Klan seguirien treballant de manera independent, sense cap forma de jerarquia organitzada a nivell nacional, estatal o comtal. Gordon acudí a Memphis per visitar l'antic comerciant d'esclaus i veterà general confederat Nathan Bedford Forrest, que li parlà de la nova organització. La resposta de Forrest fou: "… una idea excel·lent. Podem emprar-la per a posar els negres al lloc on els correspon". Forrest fou escollit líder nacional del Klan setmanes després, el 1867, quan es reuniren a Nashville organitzacions de tot el sud. Fou escollit com a "Great Wizard", els membres del Klan, que es feien dir "vampyres" i els càrrecs eren Gran Drac, Gran Tità i Gran Ciclop.
Els seus dirigents el dissolgueren el gener del 1869, tot i que fins al 1871 actuaren esporàdicament alguns elements incontrolats. En totes les entrevistes posteriors que se li feren, Forrest negà haver estat mai líder del KKK i declarà que mai tingué control sobre cap cèl·lula de l'organització.
El Ku Klux Klan buscà el control politicosocial dels esclaus alliberats. En particular, va intentar desmillorar l'educació, el desenvolupament econòmic, el dret a portar armes i els drets electorals dels negres.
Tot i això, el Klan no es va limitar a actuar contra aquestes ètnies, ja que els republicans del sud també foren blanc de les seves tàctiques intimidadores. Amb freqüència obtenien els seus propòsits mitjançant la violència. Per exemple, en les eleccions generals de Geòrgia, l'abril de 1868, el comtat de Colúmbia va registrar 1.222 vots per al candidat republicà a governador d'estat Rufus Bullock. A les eleccions presidencials del novembre d'aquell any, al mateix comtat només hi va haver un vot a favor del candidat republicà Ulysses S. Grant.
El Klan intimidava constantment mestres d'escola i treballadors de l’Oficina General de Refugiats, Alliberats i Terres Abandonades (Freedmen's Bureau), així com membres negres de les Lligues de la Unió. En relació amb la investigació del Congrés feta durant un episodi al Mississipi:
"La senyoreta Allen, d'Illinois, una d'aquestes mestres, l'escola de la qual es trobava a Cotton Gin Port (comtat de Monroe, Mississipi), va rebre una visita... entre la una i les dues de la nit el març de 1871, d'uns cinquanta homes muntats i disfressats. Cadascun vestia una llarga túnica blanca i portava la cara coberta per una màscara solta de ratlles escarlates. Se li va ordenar que pugés a vestir-se, la qual cosa va fer a l'acte. Després va rebre a la seva habitació un capità i un tinent que, a més de la disfressa de tots, portaven un parell de banyes al cap i un objecte al front. El tinent tenia una pistola a la mà i el capità es va asseure mentre vuit homes van entrar i van omplir el vestíbul. Van tractar d'una manera "galant i tranquil·la" la mestra, però es queixaven de l'impost per les escoles i li deien que havia de deixar l'ensenyament immediatament i marxar per a no tornar mai. La van avisar que ells no donaven segones advertències. La mestra va deixar el comtat."
Els membres del Klan asseguraren haver matat més de cent cinquanta negres en un sol comtat de Florida, i cent més en altres comtats. Una proclamació feta per Gordon el 1868 resumeix alguns dels assumptes rere els violents actes del Klan:
- Molts negres eren veterans de l'Exèrcit de la Unió i, per tant, anaven armats. Des del començament, un dels principals objectius del Klan era confiscar les armes de foc als negres. En la proclama, Gordon afirma que s'havia disparat sobre tres ocasions al Klan i que "si els negres ens volen fer la guerra, han d'ajustar-se a les conseqüències".
- Gordon defensava que el Klan era una organització pacífica. Aquesta cita era un intent comú del Klan per evitar processos legals. Malgrat tot, un jutjat federal va determinar el 1868 que el KKK era una organització terrorista. Centenars de processos per violència i terrorisme van seguir aquesta determinació. Diversos membres del Klan van ser processats i molts van fugir de les jurisdiccions que els perseguien, principalment a Carolina del Sud.
- Gordon va anunciar que alguns havien portat a terme actes violents en nom del Klan. N'hi havia una part vertadera, ja que algunes persones alienes a l'organització es disfressaven de membres del Klan per ocultar la seva identitat. Però era ben clar també que als alts càrrecs del KKK, els convenia allunyar-se públicament d'aquells actes, i la naturalesa secreta i descentralitzada del Klan feia que el conjunt de membres fos un concepte borrós. El Klan fou en moltes formes una força paramilitar que servia els interessos del Partit Demòcrata i aquells que desitjaven la restauració de la supremacia blanca.

### Les Panteres Negres

Proposta de bandera per als afroamericans, dissenyada per Marcus Garvey en els anys 20

El Partit Pantera Negra (en anglès, Black Panther Party, originàriament anomenat Partit Pantera Negra d'Autodefensa, popularment conegut com les Panteres Negres) és una organització política afroamericana dels Estats Units, fundada a Oakland, Califòrnia, a l'octubre del 1966, per Huey P. Newton, Bobby Seale i David Hilliard.
Newton i Seale, influïts pels pensaments de Malcolm X, fundaren a la Universitat de Merrit, Oakland, el Concili Assessor de l'Ànima dels Estudiants. L'any següent a l'assassinat de Malcolm, durant els actes de commemoració de l'aniversari, proposaren endur-se al campus un esquadró de joves armats, proposta que fou rebutjada. Després d'aquest incident, deixaren el Concili i decidiren formar el Partit Pantera Negra.
La ideologia inicial del grup s'articulava respecte a l'anomenat Programa dels Deu Punts:
1. Volem la llibertat, volem el poder de determinar el destí de la nostra comunitat negra.
2. Volem treball per la nostra gent.
3. Volem la fi del robatori a la nostra comunitat negra per part dels blancs.
4. Volem habitatges decents, adaptats a l'ésser humà.
5. Volem per a la nostra gent una educació que mostri la veritable naturalesa d'aquesta societat americana decadent. Volem una educació que ensenyi la nostra veritable història i el nostre paper en la societat actual.
6. Volem que totes les persones negres siguem exemptes del servei militar.
7. Volem la fi immediata de la BRUTALITAT POLICIAL i DE L'ASSASSINAT de la gent negra.
8. Volem la llibertat per a totes les persones negres detingudes en les presons federals, estatals, de comtats i municipals.
9. Volem que tota la gent negra enviada a judici sigui jutjada en tribunals paritaris o de gent de la comunitat negra, com està previst en la constitució dels Estats Units.
10. Volem terra, aliments, habitatge, educació, vestit, justícia i pau.

A partir de l'agost del 1967, l'FBI va començar a actuar contra els grups reivindicatius afroamericans, i des del 1969 les Panteres Negres constituiran el seu principal objectiu.
El 17 de gener del 1969, Bunchy Carter i John Huggins, responsables de l'organització a Los Angeles són assassinats pels membres dels United Slaves, un grup nacionalista afroamericà rival creat el 1965. En la dècada del 1970, el partit caurà en nombroses divisions i enfrontaments, i quedarà reduït i inoperant.
Tanmateix, durant l'any 1989, es va fundar el Nou Partit Pantera Negra, a la ciutat de Dallas, a l'estat de Texas; es creu que el New Black Panther Party té bones relacions amb l'organització islàmica i nacionalista afroamericana coneguda amb el nom de la Nació de l'Islam (Nation of Islam).

## Les immigracions d'afroamericans estatunidencs al Regne Unit després de la Guerra d'Independència americana

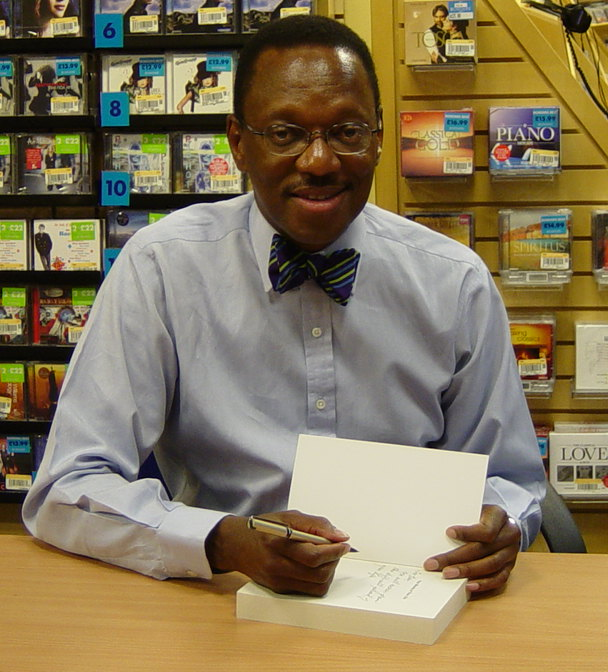
Alvin Hall

La immigració al Regne Unit d'afroamericans dels actuals Estats Units va començar d'hora, al final del segle xviii. Molts van anar al Regne Unit després que no aconseguissin defensar els drets de la corona Britànica en la Guerra d'Independència dels Estats Units. Als anys 70 del segle xvii va començar la revolució en les tretze colònies americanes. Els britànics van prometre la llibertat als esclaus que lluitessin a favor dels seus interessos. En aquella època, els afroamericans eren un 20% de la població de les colònies estatunidenques britàniques, i l'exèrcit britànic va comptar amb 30.000 afroamericans. El regiment més important fou els Black Pioneers, que estigueren sota les ordres del general sir Henry Clinton. Els afroamericans foren majoria en l'exèrcit britànic. Els afroamericans que van lluitar en contra dels britànics eren coneguts com els Black Patriots.
La Comissió Britanicoamericana va identificar els negres que havien ajudat els britànics i se'ls va donar "certificats de llibertat", signats pel general Birch o el general Musgrave. Els que van escollir emigrar foren evacuats en vaixell. Això va causar que entre 75.000 i 100.000 afroamericans emigressin dels Estats Units cap a Nova Escòcia, les Bahames, Jamaica i Sierra Leone, llocs on van emergir comunitats d'afroamericans lliures. Per assegurar-se que només tinguessin el certificat de llibertat als que havien participat a favor dels anglesos, es va apuntar el nom de tots els negres i de si eren esclaus o lliures, al Llibre dels Negres. Entre 400 i 1.000 afroamericans van emigrar a Londres, als quals, posteriorment, se'ls va donar el títol de partidaris negres pel seu servei a favor de l'exèrcit britànic, i van formar el cor d'una primerenca comunitat negra britànica.

## Emigració d'afroamericans estatunidencs a França
Els afroamericans estatunidencs descendents dels antics esclaus africans de l'època colonial, han viscut i treballat a França des del segle xix. Per exemple, després de la venda de Louisiana als Estats Units, el 1803, uns 50.000 negres lliures van anar a França, sobretot a París. Aquesta capital va veure els inicis d'una comunitat afroamericana provinent dels Estats Units, sobretot després de la Primera Guerra Mundial, quan uns 200.000 afroamericans van participar en aquest esdeveniment bèl·lic. Un 9% d'aquests provenien de l'Amèrica del Sud. Molts negres que van participar en la I Guerra Mundial van decidir quedar-se a França després que fossin ben rebuts pels francesos i d'altres els van seguir. França era vist per molts afroamericans estatunidencs com un lloc on eren ben rebuts, després dels incidents de racisme als Estats Units. Fou durant aquesta època quan es va introduir el jazz a França i quan va néixer una cultura negra a París. Músics, artistes i escriptors del Renaixement de Harlem afroamericans van establir una comunitat centrada a Montmartre, on hi havia clubs de jazz, com Le Grand Duc, Chez Florence i Bricktop's thriving. La Segona Guerra Mundial fou una altra època que va marcar aquesta comunitat. La invasió nazi de París, al juny del 1940, va significar la supressió de la influència "corruptora" del jazz a la capital francesa i es va empresonar els afroamericans que romanien a París. La majoria d'estatunidencs, tant els blancs com els negres, van abandonar París.

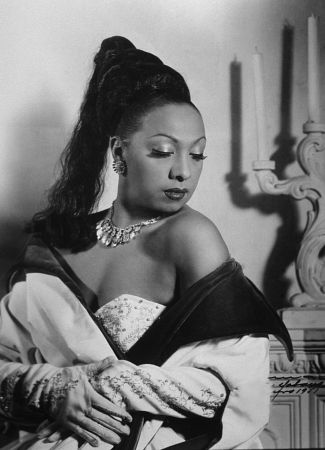
Josephine Baker, 1950

Els trasbalsos polítics que van provocar el moviment pels drets civils dels afroamericans i les protestes contra la Guerra del Vietnam als Estats Units foren seguits a França. William Gardner Smith, un afroamericà que treballava en una agència de notícies, va reportar els esdeveniments del Maig del 1968. Molts negres donaven suport a aquest moviment, que va provocar un gran trasbals en tot l'estat francès. Quan l'ordre fou establert, a França es va observar un increment de les tendències repressores, sobretot per part de la policia i les autoritats d'immigració. Els negres tot sovint eren assenyalats i eren sospitosos, per la qual cosa moltes vegades se'ls deportava. Tot i això, van romandre afroamericans estatunidencs a París fins a l'actualitat. A pesar de l'evidència del racisme de la societat francesa, els negres estatunidencs sovint han trobat que la ciutadania americana és més determinant que el color de la pell. A més a més, la presència de noves poblacions d'africans i caribenys ofereix als afroamericans estatunidencs un intercanvi d'experiències que ha conduït a unes formes noves de la cultura negra.